# McCormick Place

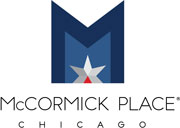
Logo des McCormick Place

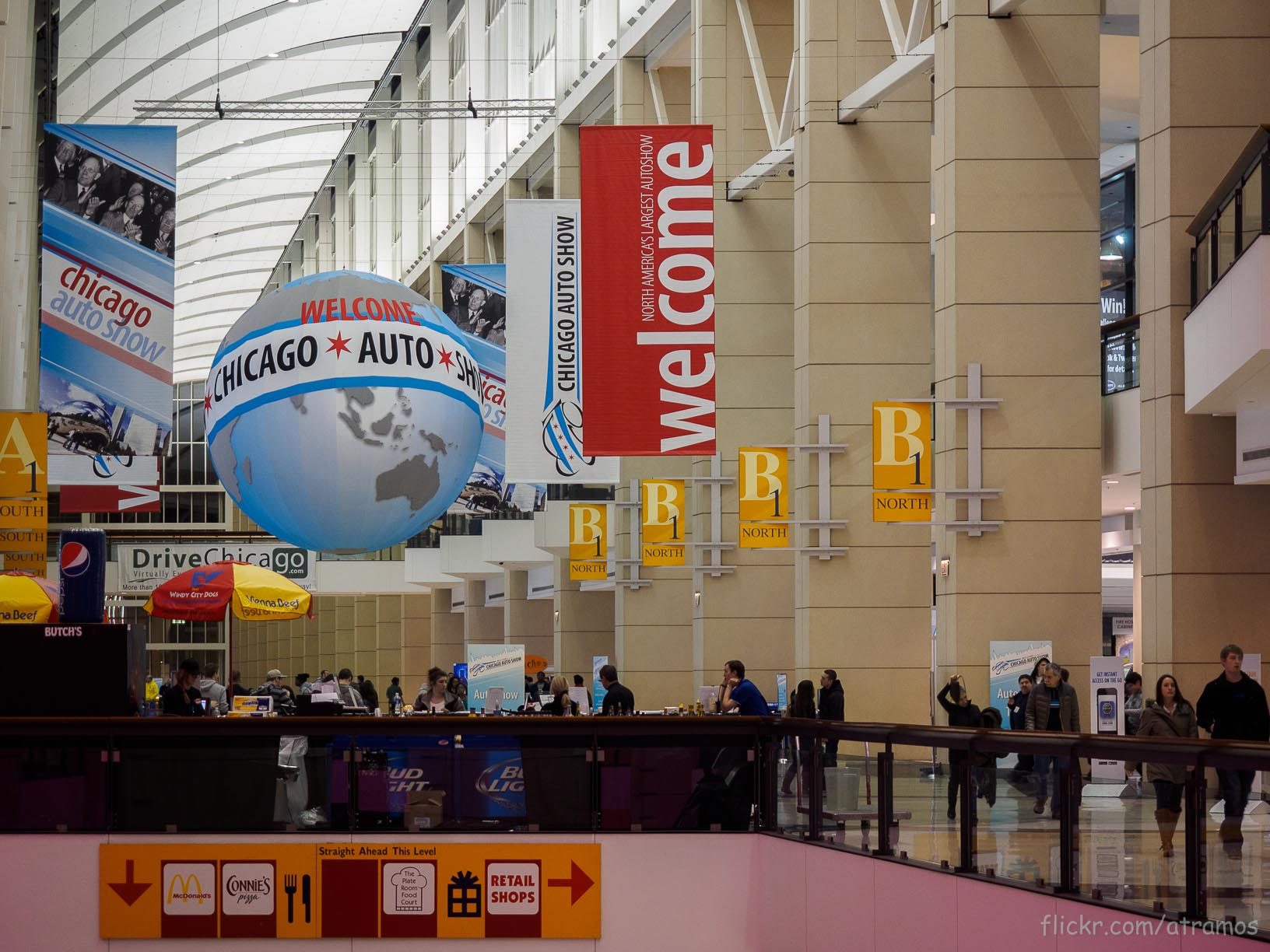
Während der Chicago Auto Show 2014

McCormick Place in Chicago ist nach Ausstellungsfläche das größte Kongresszentrum in den Vereinigten Staaten. Der Veranstaltungskomplex besteht aus vier, miteinander verbundenen, Gebäudeteilen, die zusammen eine Ausstellungsfläche von 2,6 Millionen Quadratfuß (über 241.000 Quadratmeter) bieten. Zu diesem Komplex gehört auch die Wintrust Arena, die 2017 eröffnet wurde. Das Messegelände beherbergt mehrere große Handels- und Industriemessen jährlich, von denen einige eine überregionale Bedeutung besitzen. Hierzu zählen beispielsweise die Chicago Auto Show, die älteste und eine der größten Automobilausstellungen der USA oder die International Manufacturing Technology Show, die größte Werkzeugmaschinenmesse des Landes. Die Messe, die 1960 eröffnet wurde, wurde nach dem ehemaligen Herausgeber der Chicago Tribune, Robert R. McCormick, benannt, der seinerzeit die Idee eines großen Kongresskomplexes auf den Weg brachte.
Wie in anderen geeigneten Einrichtungen überall in den USA wurde im April 2020 auch im McCormick-Place ein Behelfskrankenhaus mit 3000 Betten eingerichtet.